# Amapola (película de 2014)
Amapola es una película argentina-estadounidense de fantasía, drama romántico y comedia de 2014 escrita y dirigida por Eugenio Zanetti y protagonizada por Camilla Belle, François Arnaud, Lito Cruz, Leonor Benedetto y Geraldine Chaplin. La película fue estrenada el 5 de junio de 2014 en Argentina.

## Sinopsis
Amapola (Camilla Belle), es una joven que tiene la capacidad de ver el futuro y viajar en el tiempo. Una noche después de un viaje al futuro, que no fue de su agrado, decide volver al presente y modificarlo para que no ocurra lo que esté por venir.

## Reparto
- Camilla Belle como Amapola/Ama
- François Arnaud como Luke
- Geraldine Chaplin como Memé
- Lito Cruz como Ramiro
- Leonor Benedetto como Clara
- Esmeralda Mitre como Sisí
- Elena Roger como Tití
- Nicolás Pauls como Ariel
- Luciano Cáceres como Tincho de adulto
- Nicolás Scarpino como Lalo
- Liz Solari como Lola/Loli
- Ricardo Merkin como Samirof
- Juan Sorini como Roque
- Juan Acosta como Saporitti/Sapo
- Juan Luppi como Juan
- Santiago Caamaño como Director de orquesta

## Recepción

### Crítica
Según el sitio web Todas las críticas Amapola recibió mayormente reseñas negativas, y allí obtiene un promedio de aprobación de 29%. Algunos críticos nombraron el film como "el nuevo cine argentino". Diego Battle, crítico del diario La Nación y creador del sitio web "Otroscines.com" la consideró una "película de un eximio diseñador de producción, pero también el debut de un director sin experiencia. Ambos aspectos quedan plasmados de forma contundente (para bien y para mal) en los poco más de 80 minutos de un film deslumbrante en lo visual, pero fallido en cuanto a su fluidez narrativa y solidez actoral".